# Lakhimpur Kheri (district)
Lakhimpur Kheri is een district van de Indiase staat Uttar Pradesh. Het district telt 3.200.137 inwoners (2001) en heeft een oppervlakte van 7680 km². Daarmee is het qua oppervlakte het grootste district van Uttar Pradesh.
Lakhimpur Kheri maakt deel uit van de divisie Lucknow. De hoofdstad is Lakhimpur. Andere plaatsen binnen het district zijn onder meer Kheri, Gola Gokarannath, Mohammadi en Palia Kalan.
De belangrijkste rivieren die door Lakhimpur Kheri stromen zijn de Ghaghara, die de oostgrens markeert, de Kali (of Sharda) en de Gomti. In de zuidoostelijkste punt van het district mondt de Kali (Sharda) in de Ghaghara uit. In het noorden grenst Lakhimpur Kheri aan Nepal.
Hoofdstad: Lucknow
Districten:
Divisie Agra: Agra · Firozabad · Mainpuri · Mathura
Divisie Aligarh: Aligarh · Etah · Hathras · Kasganj
Divisie Ayodhya (Faizabad): Ambedkar Nagar · Amethi · Ayodhya (Faizabad) · Barabanki · Sultanpur
Divisie Azamgarh: Azamgarh · Ballia · Mau
Divisie Bareilly: Bareilly · Budaun · Pilibhit · Shahjahanpur
Divisie Basti: Basti · Sant Kabir Nagar · Siddharthnagar
Divisie Benares (Varanasi): Benares (Varanasi) · Chandauli · Ghazipur · Jaunpur
Divisie Chitrakoot: Banda · Chitrakoot · Hamirpur · Mahoba
Divisie Devipatan: Bahraich · Balrampur · Gonda · Shravasti
Divisie Gorakhpur: Deoria · Gorakhpur · Kushinagar · Maharajganj
Divisie Jhansi: Jalaun · Jhansi · Lalitpur
Divisie Kanpur: Auraiya · Etawah · Farrukhabad · Kannauj · Kanpur Dehat · Kanpur Nagar
Divisie Lucknow: Hardoi · Lakhimpur Kheri · Lucknow · Raebareli · Sitapur · Unnao
Divisie Meerut: Bagpat · Bulandshahr · Gautam Buddha Nagar · Ghaziabad · Hapur · Meerut
Divisie Mirzapur: Bhadohi · Mirzapur · Sonbhadra
Divisie Moradabad: Amroha · Bijnor · Moradabad · Rampur · Sambhal
Divisie Prayagraj (Allahabad): Fatehpur · Kaushambi · Pratapgarh · Prayagraj (Allahabad)
Divisie Saharanpur: Muzaffarnagar · Saharanpur · Shamli